# Vòng bảng UEFA Champions League 2007–08
Vòng bảng UEFA Champions League 2007–08 bắt đầu khởi tranh vào ngày 18 tháng 9 và ngày 12 tháng 12 năm 2007.

## Xếp hạng hạt giống của UEFA
Các câu lạc bộ sẽ chơi vào những ngày khác nhau.
| Vị trí | Đội                   | Hệ số   | Vị trí | Bảng |
| ------ | --------------------- | ------- | ------ | ---- |
| 1      | AC Milan              | 133.808 | 1      | A    |
| 2      | Barcelona             | 119.374 | 1      | B    |
| 3      | Liverpool             | 112.618 | 1      | C    |
| 4      | Inter Milan           | 107.808 | 1      | A    |
| 5      | Arsenal               | 104.618 | 1      | D    |
| 6      | Real Madrid           | 104.374 | 1      | B    |
| 7      | Chelsea               | 99.618  | 1      | D    |
| 7      | Manchester United     | 99.618  | 1      | C    |
| 9      | Valencia              | 99.374  | 2      | E    |
| 10     | Lyon                  | 95.706  | 2      | F    |
| 11     | Porto                 | 89.107  | 2      |      |
| 12     | Sevilla / AEK Athens* | 87.374  | 2      | E/M  |
| 13     | PSV Eindhoven         | 81.995  | 2      |      |
| 14     | AS Roma               | 78.808  | 2      | G    |
| 15     | Benfica               | 67.107  | 2      | H    |
| 16     | Werder Bremen         | 63.640  | 2      | I    |
| 17     | Celtic                | 62.064  | 3      | J    |
| 18     | Schalke 04            | 60.640  | 3      |      |
| 19     | Stuttgart             | 58.640  | 3      | I    |
| 20     | Steaua Bucureşti      | 55.255  | 3      |      |
| 21     | CSKA Moscow           | 53.920  | 3      |      |
| 22     | Sporting CP           | 52.107  | 3      | H    |
| 23     | Lazio                 | 51.808  | 3      | G    |
| 24     | Marseille             | 51.706  | 3      | F    |
| 25     | Rangers               | 47.064  | 4      | J    |
| 26     | Shakhtar Donetsk      | 44.726  | 4      | K    |
| 27     | Beşiktaş              | 43.791  | 4      | L    |
| 28     | Olympiacos            | 42.415  | 4      | M    |
| 29     | Dynamo Kyiv           | 38.726  | 4      | K    |
| 30     | Fenerbahçe            | 36.791  | 4      | L    |
| 31     | Slavia Prague         | 32.851  | 4      |      |
| 32     | Rosenborg             | 31.509  | 4      |      |

## Vòng bảng
| Ghi chú                                 |
| --------------------------------------- |
| Đội lọt vào vòng hai                    |
| Đội giành quyền thi đấu tiếp ở Cúp UEFA |
| Đội bị loại khỏi các cúp châu Âu        |

### Bảng A
| Đội       | Trận | Thắng | Hòa | Thua | Bàn thắng | Bàn thua | Hiệu số | Điểm |
| --------- | ---- | ----- | --- | ---- | --------- | -------- | ------- | ---- |
| Porto     | 6    | 3     | 2   | 1    | 8         | 7        | +1      | 11   |
| Liverpool | 6    | 3     | 1   | 2    | 18        | 5        | +13     | 10   |
| Marseille | 6    | 2     | 1   | 3    | 6         | 9        | −3      | 7    |
| Beşiktaş  | 6    | 2     | 0   | 4    | 4         | 15       | −11     | 6    |

| Marseille                   | 2–0                | Beşiktaş |
| --------------------------- | ------------------ | -------- |
| Rodriguez 76' · Cissé 90+1' | Report MatchCentre |          |

| Porto            | 1–1                | Liverpool |
| ---------------- | ------------------ | --------- |
| Lucho 8' (ph.đ.) | Report MatchCentre | Kuyt 17'  |

| Liverpool | 0–1                | Marseille    |
| --------- | ------------------ | ------------ |
|           | Report MatchCentre | Valbuena 77' |

| Beşiktaş | 0–1                | Porto          |
| -------- | ------------------ | -------------- |
|          | Report MatchCentre | Quaresma 90+2' |

| Beşiktaş                     | 2–1                | Liverpool   |
| ---------------------------- | ------------------ | ----------- |
| Hyypiä 13' (l.n.) · Bobô 82' | Report MatchCentre | Gerrard 85' |

| Marseille | 1–1                | Porto             |
| --------- | ------------------ | ----------------- |
| Niang 70' | Report MatchCentre | Lucho 79' (ph.đ.) |

| Liverpool                                                               | 8–0                | Beşiktaş |
| ----------------------------------------------------------------------- | ------------------ | -------- |
| Crouch 19', 89' · Benayoun 32', 53', 56' · Gerrard 69' · Babel 79', 81' | Report MatchCentre |          |

| Porto                       | 2–1                | Marseille |
| --------------------------- | ------------------ | --------- |
| Sektioui 27' · Lisandro 78' | Report MatchCentre | Niang 47' |

| Beşiktaş             | 2–1                | Marseille |
| -------------------- | ------------------ | --------- |
| Tello 27' · Bobô 88' | Report MatchCentre | Taiwo 65' |

| Liverpool                                          | 4–1                | Porto        |
| -------------------------------------------------- | ------------------ | ------------ |
| Torres 19', 78' · Gerrard 84' (ph.đ.) · Crouch 87' | Report MatchCentre | Lisandro 33' |

| Marseille | 0–4                | Liverpool                                        |
| --------- | ------------------ | ------------------------------------------------ |
|           | Report MatchCentre | Gerrard 4' · Torres 11' · Kuyt 48' · Babel 90+1' |

| Porto                    | 2–0                | Beşiktaş |
| ------------------------ | ------------------ | -------- |
| Lucho 44' · Quaresma 62' | Report MatchCentre |          |

### Bảng B
| Đội        | Trận | Thắng | Hòa | Thua | Bàn thắng | Bàn thua | Hiệu số | Điểm |
| ---------- | ---- | ----- | --- | ---- | --------- | -------- | ------- | ---- |
| Chelsea    | 6    | 3     | 3   | 0    | 9         | 2        | +7      | 12   |
| Schalke 04 | 6    | 2     | 2   | 2    | 5         | 4        | +1      | 8    |
| Rosenborg  | 6    | 2     | 1   | 3    | 6         | 10       | −4      | 7    |
| Valencia   | 6    | 1     | 2   | 3    | 2         | 6        | −4      | 5    |

| Chelsea        | 1–1                | Rosenborg    |
| -------------- | ------------------ | ------------ |
| Shevchenko 53' | Report MatchCentre | Koppinen 24' |

| Schalke 04 | 0–1                | Valencia  |
| ---------- | ------------------ | --------- |
|            | Report MatchCentre | Villa 63' |

| Valencia | 1–2                | Chelsea                  |
| -------- | ------------------ | ------------------------ |
| Villa 9' | Report MatchCentre | J. Cole 21' · Drogba 71' |

| Rosenborg | 0–2                | Schalke 04              |
| --------- | ------------------ | ----------------------- |
|           | Report MatchCentre | Jones 62' · Kurányi 89' |

| Rosenborg             | 2–0                | Valencia |
| --------------------- | ------------------ | -------- |
| Koné 53' · Riseth 61' | Report MatchCentre |          |

| Chelsea                 | 2–0                | Schalke 04 |
| ----------------------- | ------------------ | ---------- |
| Malouda 4' · Drogba 47' | Report MatchCentre |            |

| Valencia | 0–2                | Rosenborg        |
| -------- | ------------------ | ---------------- |
|          | Report MatchCentre | Iversen 31', 58' |

| Schalke 04 | 0–0                | Chelsea |
| ---------- | ------------------ | ------- |
|            | Report MatchCentre |         |

| Rosenborg | 0–4                | Chelsea                                 |
| --------- | ------------------ | --------------------------------------- |
|           | Report MatchCentre | Drogba 8', 20' · Alex 40' · J. Cole 73' |

| Valencia | 0–0                | Schalke 04 |
| -------- | ------------------ | ---------- |
|          | Report MatchCentre |            |

| Chelsea | 0–0                | Valencia |
| ------- | ------------------ | -------- |
|         | Report MatchCentre |          |

| Schalke 04                              | 3–1                | Rosenborg |
| --------------------------------------- | ------------------ | --------- |
| Asamoah 12' · Rafinha 19' · Kurányi 36' | Report MatchCentre | Koné 23'  |

### Bảng C
| Đội           | Trận | Thắng | Hòa | Thua | Bàn thắng | Bàn thua | Hiệu số | Điểm |
| ------------- | ---- | ----- | --- | ---- | --------- | -------- | ------- | ---- |
| Real Madrid   | 6    | 3     | 2   | 1    | 13        | 9        | +4      | 11   |
| Olympiacos    | 6    | 3     | 2   | 1    | 11        | 7        | +4      | 11   |
| Werder Bremen | 6    | 2     | 0   | 4    | 8         | 13       | −5      | 6    |
| Lazio         | 6    | 1     | 2   | 3    | 8         | 11       | −3      | 5    |

| Real Madrid                   | 2–1                | Werder Bremen |
| ----------------------------- | ------------------ | ------------- |
| Raúl 16' · Van Nistelrooy 74' | Report MatchCentre | Sanogo 17'    |

| Olympiacos   | 1–1                | Lazio     |
| ------------ | ------------------ | --------- |
| Galletti 55' | Report MatchCentre | Zauri 77' |

| Werder Bremen | 1–3                | Olympiacos                                       |
| ------------- | ------------------ | ------------------------------------------------ |
| Almeida 32'   | Report MatchCentre | Stoltidis 72' · Patsatzoglou 82' · Kovačević 87' |

| Lazio           | 2–2                | Real Madrid            |
| --------------- | ------------------ | ---------------------- |
| Pandev 32', 75' | Report MatchCentre | Van Nistelrooy 8', 61' |

| Werder Bremen            | 2–1                | Lazio          |
| ------------------------ | ------------------ | -------------- |
| Sanogo 28' · Almeida 54' | Report MatchCentre | Manfredini 82' |

| Real Madrid                             | 4–2                | Olympiacos              |
| --------------------------------------- | ------------------ | ----------------------- |
| Raúl 2' · Robinho 68', 83' · Balboa 90' | Report MatchCentre | Galletti 8' · César 47' |

| Lazio                   | 2–1                | Werder Bremen     |
| ----------------------- | ------------------ | ----------------- |
| Rocchi 57' (ph.đ.), 68' | Report MatchCentre | Diego 86' (ph.đ.) |

| Olympiacos | 0–0                | Real Madrid |
| ---------- | ------------------ | ----------- |
|            | Report MatchCentre |             |

| Werder Bremen                        | 3–2                | Real Madrid                      |
| ------------------------------------ | ------------------ | -------------------------------- |
| Rosenberg 4' · Sanogo 40' · Hunt 58' | Report MatchCentre | Robinho 14' · Van Nistelrooy 72' |

| Lazio      | 1–2                | Olympiacos                   |
| ---------- | ------------------ | ---------------------------- |
| Pandev 30' | Report MatchCentre | Galletti 35' · Kovačević 64' |

| Real Madrid                           | 3–1                | Lazio      |
| ------------------------------------- | ------------------ | ---------- |
| Baptista 13' · Raúl 16' · Robinho 36' | Report MatchCentre | Pandev 81' |

| Olympiacos                         | 3–0                | Werder Bremen |
| ---------------------------------- | ------------------ | ------------- |
| Stoltidis 12', 74' · Kovačević 70' | Report MatchCentre |               |

### Bảng D
| Đội              | Trận | Thắng | Hòa | Thua | Bàn thắng | Bàn thua | Hiệu số | Điểm |
| ---------------- | ---- | ----- | --- | ---- | --------- | -------- | ------- | ---- |
| AC Milan         | 6    | 4     | 1   | 1    | 12        | 5        | +7      | 13   |
| Celtic           | 6    | 3     | 0   | 3    | 5         | 6        | −1      | 9    |
| Benfica          | 6    | 2     | 1   | 3    | 5         | 6        | −1      | 7    |
| Shakhtar Donetsk | 6    | 2     | 0   | 4    | 6         | 11       | −5      | 6    |

| AC Milan               | 2–1                | Benfica          |
| ---------------------- | ------------------ | ---------------- |
| Pirlo 9' · Inzaghi 24' | Report MatchCentre | Nuno Gomes 90+2' |

| Shakhtar Donetsk          | 2–0                | Celtic |
| ------------------------- | ------------------ | ------ |
| Brandão 5' · Lucarelli 8' | Report MatchCentre |        |

| Celtic                     | 2–1                | AC Milan         |
| -------------------------- | ------------------ | ---------------- |
| McManus 62' · McDonald 90' | Report MatchCentre | Kaká 68' (ph.đ.) |

| Benfica | 0–1                | Shakhtar Donetsk |
| ------- | ------------------ | ---------------- |
|         | Report MatchCentre | Jádson 42'       |

| AC Milan                             | 4–1                | Shakhtar Donetsk |
| ------------------------------------ | ------------------ | ---------------- |
| Gilardino 6', 14' · Seedorf 62', 69' | Report MatchCentre | Lucarelli 51'    |

| Benfica     | 1–0                | Celtic |
| ----------- | ------------------ | ------ |
| Cardozo 87' | Report MatchCentre |        |

| Shakhtar Donetsk | 0–3                | AC Milan                      |
| ---------------- | ------------------ | ----------------------------- |
|                  | Report MatchCentre | Inzaghi 66', 90+3' · Kaká 72' |

| Celtic      | 1–0                | Benfica |
| ----------- | ------------------ | ------- |
| McGeady 45' | Report MatchCentre |         |

| Benfica        | 1–1                | AC Milan  |
| -------------- | ------------------ | --------- |
| M. Pereira 20' | Report MatchCentre | Pirlo 15' |

| Celtic                     | 2–1                | Shakhtar Donetsk |
| -------------------------- | ------------------ | ---------------- |
| Jarošík 45' · Donati 90+2' | Report MatchCentre | Brandão 4'       |

| AC Milan    | 1–0                | Celtic |
| ----------- | ------------------ | ------ |
| Inzaghi 70' | Report MatchCentre |        |

| Shakhtar Donetsk      | 1–2                | Benfica         |
| --------------------- | ------------------ | --------------- |
| Lucarelli 30' (ph.đ.) | Report MatchCentre | Cardozo 6', 22' |

### Bảng E
| Đội       | Trận | Thắng | Hòa | Thua | Bàn thắng | Bàn thua | Hiệu số | Điểm |
| --------- | ---- | ----- | --- | ---- | --------- | -------- | ------- | ---- |
| Barcelona | 6    | 4     | 2   | 0    | 12        | 3        | +9      | 14   |
| Lyon      | 6    | 3     | 1   | 2    | 11        | 10       | +1      | 10   |
| Rangers   | 6    | 2     | 1   | 3    | 7         | 9        | −2      | 7    |
| Stuttgart | 6    | 1     | 0   | 5    | 7         | 15       | −8      | 3    |

| Rangers                            | 2–1                | Stuttgart |
| ---------------------------------- | ------------------ | --------- |
| Adam 62' · Darcheville 75' (ph.đ.) | Report MatchCentre | Gómez 56' |

| Barcelona                                  | 3–0                | Lyon |
| ------------------------------------------ | ------------------ | ---- |
| Clerc 22' (l.n.) · Messi 82' · Henry 90+1' | Report MatchCentre |      |

| Stuttgart | 0–2                | Barcelona             |
| --------- | ------------------ | --------------------- |
|           | Report MatchCentre | Puyol 58' · Messi 66' |

| Lyon | 0–3                | Rangers                                  |
| ---- | ------------------ | ---------------------------------------- |
|      | Report MatchCentre | McCulloch 23' · Cousin 48' · Beasley 53' |

| Rangers | 0–0                | Barcelona |
| ------- | ------------------ | --------- |
|         | Report MatchCentre |           |

| Stuttgart | 0–2                | Lyon                           |
| --------- | ------------------ | ------------------------------ |
|           | Report MatchCentre | Fábio Santos 55' · Benzema 79' |

| Lyon                                           | 4–2                | Stuttgart      |
| ---------------------------------------------- | ------------------ | -------------- |
| Ben Arfa 5', 37' · Källström 15' · Juninho 90' | Report MatchCentre | Gómez 16', 56' |

| Barcelona            | 2–0                | Rangers |
| -------------------- | ------------------ | ------- |
| Henry 6' · Messi 43' | Report MatchCentre |         |

| Stuttgart                          | 3–2                | Rangers                 |
| ---------------------------------- | ------------------ | ----------------------- |
| Cacau 45' · Pardo 62' · Marica 85' | Report MatchCentre | Adam 27' · Ferguson 70' |

| Lyon                    | 2–2                | Barcelona                      |
| ----------------------- | ------------------ | ------------------------------ |
| Juninho 7', 80' (ph.đ.) | Report MatchCentre | Iniesta 4' · Messi 58' (ph.đ.) |

| Rangers | 0–3                | Lyon                         |
| ------- | ------------------ | ---------------------------- |
|         | Report MatchCentre | Govou 16' · Benzema 85', 88' |

| Barcelona                                | 3–1                | Stuttgart   |
| ---------------------------------------- | ------------------ | ----------- |
| Giovani 36' · Eto'o 57' · Ronaldinho 67' | Report MatchCentre | da Silva 4' |

### Bảng F
| Đội               | Trận | Thắng | Hòa | Thua | Bàn thắng | Bàn thua | Hiệu số | Điểm |
| ----------------- | ---- | ----- | --- | ---- | --------- | -------- | ------- | ---- |
| Manchester United | 6    | 5     | 1   | 0    | 13        | 4        | +9      | 16   |
| AS Roma           | 6    | 3     | 2   | 1    | 11        | 6        | +5      | 11   |
| Sporting CP       | 6    | 2     | 1   | 3    | 9         | 8        | +1      | 7    |
| Dynamo Kyiv       | 6    | 0     | 0   | 6    | 4         | 19       | −15     | 0    |

| Sporting CP | 0–1                | Manchester United |
| ----------- | ------------------ | ----------------- |
|             | Report MatchCentre | Ronaldo 62'       |

| AS Roma                 | 2–0                | Dynamo Kyiv |
| ----------------------- | ------------------ | ----------- |
| Perrotta 9' · Totti 70' | Report MatchCentre |             |

| Manchester United | 1–0                | AS Roma |
| ----------------- | ------------------ | ------- |
| Rooney 70'        | Report MatchCentre |         |

| Dynamo Kyiv  | 1–2                | Sporting CP           |
| ------------ | ------------------ | --------------------- |
| Vashchuk 28' | Report MatchCentre | Tonel 14' · Polga 38' |

| AS Roma                | 2–1                | Sporting CP |
| ---------------------- | ------------------ | ----------- |
| Juan 15' · Vučinić 69' | Report MatchCentre | Liédson 18' |

| Dynamo Kyiv               | 2–4                | Manchester United                                     |
| ------------------------- | ------------------ | ----------------------------------------------------- |
| Rincón 33' · Bangoura 79' | Report MatchCentre | Ferdinand 10' · Rooney 18' · Ronaldo 41', 68' (ph.đ.) |

| Sporting CP      | 2–2                | AS Roma                        |
| ---------------- | ------------------ | ------------------------------ |
| Liédson 23', 65' | Report MatchCentre | Cassetti 4' · Polga 89' (l.n.) |

| Manchester United                                | 4–0                | Dynamo Kyiv |
| ------------------------------------------------ | ------------------ | ----------- |
| Piqué 31' · Tevez 37' · Rooney 76' · Ronaldo 88' | Report MatchCentre |             |

| Dynamo Kyiv  | 1–4                | AS Roma                                   |
| ------------ | ------------------ | ----------------------------------------- |
| Bangoura 62' | Report MatchCentre | Panucci 4' · Giuly 32' · Vučinić 36', 77' |

| Manchester United         | 2–1                | Sporting CP |
| ------------------------- | ------------------ | ----------- |
| Tevez 61' · Ronaldo 90+2' | Report MatchCentre | Abel 22'    |

| AS Roma     | 1–1                | Manchester United |
| ----------- | ------------------ | ----------------- |
| Mancini 71' | Report MatchCentre | Piqué 34'         |

| Sporting CP                                    | 3–0                | Dynamo Kyiv |
| ---------------------------------------------- | ------------------ | ----------- |
| Polga 35' (ph.đ.) · Moutinho 67' · Liédson 89' | Report MatchCentre |             |

### Bảng G
| Đội           | Trận | Thắng | Hòa | Thua | Bàn thắng | Bàn thua | Hiệu số | Điểm |
| ------------- | ---- | ----- | --- | ---- | --------- | -------- | ------- | ---- |
| Inter Milan   | 6    | 5     | 0   | 1    | 12        | 4        | +8      | 15   |
| Fenerbahçe    | 6    | 3     | 2   | 1    | 8         | 6        | +2      | 11   |
| PSV Eindhoven | 6    | 2     | 1   | 3    | 3         | 6        | −3      | 7    |
| CSKA Moscow   | 6    | 0     | 1   | 5    | 7         | 14       | −7      | 1    |

| Fenerbahçe | 1–0                | Inter Milan |
| ---------- | ------------------ | ----------- |
| Deivid 43' | Report MatchCentre |             |

| PSV Eindhoven           | 2–1                | CSKA Moscow     |
| ----------------------- | ------------------ | --------------- |
| Lazović 60' · Perez 80' | Report MatchCentre | Vágner Love 89' |

| CSKA Moscow                          | 2–2                | Fenerbahçe           |
| ------------------------------------ | ------------------ | -------------------- |
| Krasić 48' · Vágner Love 53' (ph.đ.) | Report MatchCentre | Alex 9' · Deivid 86' |

| Inter Milan                  | 2–0                | PSV Eindhoven |
| ---------------------------- | ------------------ | ------------- |
| Ibrahimović 15' (ph.đ.), 31' | Report MatchCentre |               |

| PSV Eindhoven | 0–0                | Fenerbahçe |
| ------------- | ------------------ | ---------- |
|               | Report MatchCentre |            |

| CSKA Moscow | 1–2                | Inter Milan             |
| ----------- | ------------------ | ----------------------- |
| Jô 32'      | Report MatchCentre | Crespo 52' · Samuel 80' |

| Fenerbahçe                       | 2–0                | PSV Eindhoven |
| -------------------------------- | ------------------ | ------------- |
| Marcellis 28' (l.n.) · Semih 30' | Report MatchCentre |               |

| Inter Milan                               | 4–2                | CSKA Moscow              |
| ----------------------------------------- | ------------------ | ------------------------ |
| Ibrahimović 32', 75' · Cambiasso 34', 67' | Report MatchCentre | Jô 22' · Vágner Love 31' |

| CSKA Moscow | 0–1                | PSV Eindhoven |
| ----------- | ------------------ | ------------- |
|             | Report MatchCentre | Farfán 39'    |

| Inter Milan                                | 3–0                | Fenerbahçe |
| ------------------------------------------ | ------------------ | ---------- |
| Cruz 55' · Ibrahimović 66' · Jiménez 90+2' | Report MatchCentre |            |

| PSV Eindhoven | 0–1                | Inter Milan |
| ------------- | ------------------ | ----------- |
|               | Report MatchCentre | Cruz 64'    |

| Fenerbahçe                 | 3–1                | CSKA Moscow            |
| -------------------------- | ------------------ | ---------------------- |
| Alex 32' · Uğur 45+1', 90' | Report MatchCentre | Edu Dracena 30' (l.n.) |

### Bảng H
| Đội              | Trận | Thắng | Hòa | Thua | Bàn thắng | Bàn thua | Hiệu số | Điểm |
| ---------------- | ---- | ----- | --- | ---- | --------- | -------- | ------- | ---- |
| Sevilla          | 6    | 5     | 0   | 1    | 14        | 7        | +7      | 15   |
| Arsenal          | 6    | 4     | 1   | 1    | 14        | 4        | +10     | 13   |
| Slavia Prague    | 6    | 1     | 2   | 3    | 5         | 16       | −11     | 5    |
| Steaua Bucureşti | 6    | 0     | 1   | 5    | 4         | 10       | −6      | 1    |

| Arsenal                                     | 3–0                | Sevilla |
| ------------------------------------------- | ------------------ | ------- |
| Fàbregas 28' · Van Persie 59' · Eduardo 90' | Report MatchCentre |         |

| Slavia Prague             | 2–1                | Steaua Bucureşti |
| ------------------------- | ------------------ | ---------------- |
| Šenkeřík 14' · Belaid 63' | Report MatchCentre | Goian 33'        |

| Steaua Bucureşti | 0–1                | Arsenal        |
| ---------------- | ------------------ | -------------- |
|                  | Report MatchCentre | Van Persie 76' |

| Sevilla                                               | 4–2                | Slavia Prague            |
| ----------------------------------------------------- | ------------------ | ------------------------ |
| Kanouté 9' · Luís Fabiano 27' · Escudé 58' · Koné 69' | Report MatchCentre | Pudil 19' · Kalivoda 90' |

| Sevilla                       | 2–1                | Steaua Bucureşti |
| ----------------------------- | ------------------ | ---------------- |
| Kanouté 5' · Luís Fabiano 18' | Report MatchCentre | Petre 64'        |

| Arsenal                                                                            | 7–0                | Slavia Prague |
| ---------------------------------------------------------------------------------- | ------------------ | ------------- |
| Fàbregas 5', 58' · Hubáček 24' (l.n.) · Walcott 41', 55' · Hleb 51' · Bendtner 89' | Report MatchCentre |               |

| Steaua Bucureşti | 0–2                | Sevilla         |
| ---------------- | ------------------ | --------------- |
|                  | Report MatchCentre | Renato 25', 65' |

| Slavia Prague | 0–0                | Arsenal |
| ------------- | ------------------ | ------- |
|               | Report MatchCentre |         |

| Sevilla                                            | 3–1                | Arsenal     |
| -------------------------------------------------- | ------------------ | ----------- |
| Keita 24' · Luís Fabiano 34' · Kanouté 89' (ph.đ.) | Report MatchCentre | Eduardo 11' |

| Steaua Bucureşti | 1–1                | Slavia Prague |
| ---------------- | ------------------ | ------------- |
| Badea 12'        | Report MatchCentre | Šenkeřík 78'  |

| Arsenal                 | 2–1                | Steaua Bucureşti |
| ----------------------- | ------------------ | ---------------- |
| Diaby 8' · Bendtner 42' | Report MatchCentre | Zaharia 68'      |

| Slavia Prague | 0–3                | Sevilla                                         |
| ------------- | ------------------ | ----------------------------------------------- |
|               | Report MatchCentre | Luís Fabiano 66' · Kanouté 69' · Dani Alves 87' |